# Форма релятивистских объектов
Внешний вид объектов, двигающихся с релятивистской скоростью, существенно зависит от формы объекта и способа его наблюдения. Можно выделить два основных способа: одновременное фиксирование положения точек поверхности и фотографирование при помощи ортогонального или проективного отображения.

## Одновременное фиксирование точек поверхности
Рассмотрим систему {\displaystyle \textstyle S'}, в которой объект покоится. Пусть форма его поверхности задаётся уравнением {\displaystyle \textstyle F(x',y',z')=0}. Если наблюдатель в системе отсчёта {\displaystyle \textstyle S}, относительно которой система {\displaystyle \textstyle S'} двигается со скоростью {\displaystyle \textstyle v}, одновременно в момент времени {\displaystyle \textstyle t=0} фиксирует точки поверхности объекта, то, в силу преобразований Лоренца, уравнение поверхности в системе {\displaystyle \textstyle S} будет иметь вид:
где {\displaystyle \textstyle \gamma =1/{\sqrt {1-v^{2}/c^{2}}}} — фактор Лоренца, а {\displaystyle \textstyle c} — скорость света. В результате такого наблюдения объект выглядит сжатым в направлении движения (вдоль оси {\displaystyle \textstyle x}) в {\displaystyle \textstyle \gamma } раз. Такое сжатие называется лоренцевским и оно является стандартным кинематическим
эффектом теории относительности. В частности, стержень, параллельный оси {\displaystyle \textstyle x}, оказывается короче, а сфера принимает форму эллипсоида.

## Ортогональное фотографирование
Другим способом наблюдения является фотографирование объекта. Рассмотрим сначала ортогональную проекцию точки трёхмерного пространства на фотоплёнку. При такой проекции лучи света падают на фотоплёнку перпендикулярно её плоскости. Это фотографирование осуществляется обычным фотоаппаратом, когда объект находится далеко от объектива (по сравнению с фокусным расстоянием). Другой моделью ортогонального фотоаппарата может быть пластина с множеством отверстий, которые отсекают наклонно падающие лучи света. Ортогональная проекция переводит трёхмерные координаты {\displaystyle \textstyle (x,y,z)} в координаты фотографии {\displaystyle \textstyle (X,Y)}, таким образом, что {\displaystyle \textstyle X=x}, {\displaystyle \textstyle Y=y}.
Предположим, что фотографирование происходит с очень короткой выдержкой. Для объёмного тела одновременно зарегистрированные световые импульсы проходят разное расстояние от момента испускания. В результате они оказываются испущенными в различное время. Поэтому точки поверхности фотографии отображаются в их различном прошлом.
Расчёт видимой поверхности осуществляется при помощи подстановки в уравнение поверхности {\displaystyle \textstyle F(x',y',z')=0} преобразований Лоренца,
{\displaystyle F{\bigr (}\gamma (x-vz/c),y,z{\bigl )}=0,}
где время {\displaystyle \textstyle t=z/c} равно длительности прохождения света от точки на поверхности объекта к фотоплёнке.

### Ортогональная фотография куба
Для тел простой геометрической формы расчёт результирующей фотографии при ортогональной проекции осуществляется непосредственным вычислением времени задержки распространения световых импульсов
.
Рассмотрим, например, двигающийся со скоростью {\displaystyle \textstyle v} куб. Ниже, на первом рисунке фотоплёнка расположена в плоскости экрана монитора:
На втором рисунке изображён «вид сверху», так что плоскость фотоплёнки перпендикулярна плоскости экрана и проходит по линии {\displaystyle \textstyle x}. Сигналы от точек {\displaystyle \textstyle A} и {\displaystyle \textstyle B} пройдут одинаковое расстояние и зарегистрируются одновременно. Изображение грани куба, обращённой к плёнке, с учётом лоренцевского сжатия имеет длину {\displaystyle \textstyle L{\sqrt {1-v^{2}/c^{2}}}}. От точки {\displaystyle \textstyle C}, находящейся в глубине от фотоплёнки, световой сигнал проходит дополнительное расстояние вдоль ребра (перпендикулярно фотоплёнке), поэтому испускается на время {\displaystyle \textstyle t=L/c} раньше. В это время куб, двигаясь со скоростью {\displaystyle \textstyle v}, находился левее на расстояние {\displaystyle \textstyle vt=(v/c)L}. В отличие от фотографии неподвижного куба, при релятивистском движении будет дополнительно видна левая боковая грань, сжатая в {\displaystyle \textstyle v/c} раз. Результат получается такой же, как и при фотографировании неподвижного куба, повернутого на угол {\displaystyle \textstyle \alpha =\arcsin v/c}:.

### Ортогональная фотография сферы
Аналогичным образом анализируется результат фотографирования быстро летящей сферы:
При ортогональной проекции неподвижной сферы будут видны только точки полусферы, обращённой к фотоаппарату. Например, свет, испущенный из точки {\displaystyle \textstyle B} в отрицательном направлении оси {\displaystyle \textstyle z}, моментально поглощается сферой. Быстролетящая сфера выскальзывает вправо из-под испущенного точкой {\displaystyle \textstyle B} в сторону фотоплёнки светового импульса. В результате на фотографии будет видна часть задней поверхности сферы. Точки же, расположенные на передней по движению поверхности, далее некоторой {\displaystyle \textstyle C}, видны не будут, так как сфера при движении поглотит испущенные этими точками импульсы. Детальный расчёт показывает, что сфера на фотографии окажется повёрнутой, но не сжатой. Ниже изображена «фотография» неподвижной сферы, повёрнутой «полюсом» к фотоаппарату, и её «фотография» в случае движения со скоростью {\displaystyle \textstyle v=0{,}9\,c}.

## Вращение Террелла — Пенроуза
Тот факт, что сфотографированные релятивистские объекты выглядят не сжатыми, а повёрнутыми, называется вращением Террелла — Пенроуза. На этот эффект независимо друг от друга в 1959 году указали Джеймс Террелл и Роджер Пенроуз.
Поэтому иногда этот эффект называется вращением Пенроуза — Террелла, а иногда эффектом Террелла.
Вращение Террелла — Пенроуза, при котором происходит поворот релятивистского объекта без его видимой деформации, возникает только при фотографировании с ортогональной проекцией. Для расчёта результата вращения Террелла — Пенроуза может быть использован как учёт времени распространения сигнала, так и формулы для аберрации света.
Эффект впервые был экспериментально подтверждён в 2024 году в результате сотрудничества групп учёных Венского технического и Венского университетов по руководством Питера Шатшнайдера.

## Проективное фотографирование
Несколько иными будут результаты фотографирования релятивистских объектов при помощи обычного фотоаппарата, осуществляющего центральную проекцию. В этом случае лучи света проходят через диафрагму. Проекция на фотографию возникает в результате быстрого открытия и закрытия диафрагмы:
Такое проектирование отображает трёхмерные координаты точки поверхности объекта {\displaystyle \textstyle (x,y,z)} в двумерные координаты фотоплёнки {\displaystyle \textstyle (X,Y)} следующим образом:
{\displaystyle X={\frac {x}{z}}\,f,\;\;\;\;\;\;\;\;\;\;\;\;Y={\frac {y}{z}}\,f,}
где {\displaystyle \textstyle f} — расстояние от диафрагмы до фотоплёнки. Момент времени, в который были испущены световые импульсы от точки {\displaystyle \textstyle (x,y,z)}, отстоит в прошлое от текущего момента {\displaystyle \textstyle {\bar {t}}=0} на величину расстояния от диафрагмы: {\displaystyle \textstyle t=-{\sqrt {x^{2}+y^{2}+z^{2}}}/c}. Если подставить в уравнение поверхности {\displaystyle \textstyle F(x',y',z')=0} преобразования Лоренца, а затем проективные преобразования {\displaystyle \textstyle x=zX/f}, {\displaystyle \textstyle y=zY/f}, то получится такое уравнение поверхности объекта на фотографии:
{\displaystyle F\left(z\,\gamma \cdot \left[(X/f)+(v/c){\sqrt {1+(X^{2}+Y^{2})/f^{2}}}\right],\;z\cdot (Y/f),\;z\right)=0.}
Для каждой точки фотографии {\displaystyle \textstyle (X,Y)} необходимо решить это уравнение относительно {\displaystyle \textstyle z}. В ситуации, когда решений несколько, выбирается то, которое соответствует минимальному расстоянию до диафрагмы (остальные точки тела будут перекрыты ближайшей). Зная точку на фотографии {\displaystyle \textstyle (X,Y)} и время испускания {\displaystyle \textstyle t}, можно при помощи преобразований Лоренца получить отображаемую точку {\displaystyle \textstyle (x',y',z')} поверхности [synset].
В результате, при проективном фотографировании, кроме эффекта поворота, аналогичного вращению Террелла — Пенроуза, возникает также видимая деформация формы объекта в виде его изгиба

. Ниже приведены «фотографии» куба. Первый рисунок — это неподвижный куб {\displaystyle \textstyle v=0}, второй — куб, летящий со скоростью {\displaystyle \textstyle v=0{,}9}:

Любой вертикальный стержень, горизонтально летящий мимо фотоаппарата, будет выглядеть изогнутым, так как лучи, создающие изображения его центра и концов, испускаются в разное время в прошлом. В результате этого концы стержня будут на фотографии загибаться «назад».

## Эксперименты по фотографированию релятивистских объектов
Практическая возможность фотографирования объектов, двигающихся со скоростью, близкой к скорости света, появилась в конце 60-х годов двадцатого века после изобретения лазеров, способных генерировать ультракороткие импульсы света (10 пс={\displaystyle \textstyle 10^{-11}} c). При распространении в воде такой импульс имеет размеры {\displaystyle \textstyle l=cn/t=0{,}2} см, где {\displaystyle \textstyle n} — показатель преломления воды. Кроме этого, потребовалось разработка ультракороткой выдержки на основе ячейки Керра. При помощи этих устройств И. Дюге

сфотографировал световой импульс, двигающийся в воде со скоростью 220000 км/c. Вместо объёмного тела фотографируется исходный импульс, который разделялся на два параллельно летящих импульса, одновременно входящих в водную среду и находящихся на различном расстоянии от фотокамеры. Фотография этих импульсов, в полном согласии с теорией относительности, демонстрировала эффект вращения Террелла — Пенроуза.